# Pineus matsumarai
Pineus matsumarai är en insektsart. Pineus matsumarai ingår i släktet Pineus och familjen barrlöss. Inga underarter finns listade i Catalogue of Life.